# Hydrelia disparata
Hydrelia disparata är en fjärilsart som beskrevs av W. Warren 1897. Hydrelia disparata ingår i släktet Hydrelia och familjen mätare. Inga underarter finns listade i Catalogue of Life.